# Ålön
Ålön, finska: Ålönsaari, med Flatskär, Prästnäs och Tippan är en ö i Finland. Ön ligger i kommunen Pargas i landskapet Egentliga Finland, i den södra delen av landet, 150 km väster om huvudstaden Helsingfors. Öns area är 70,17 kvadratkilometer och dess största längd är 12 kilometer i öst-västlig riktning.
Pargas centrum ligger till största delen på Ålön. Också dagbrottet som gav upphov till Nordkalk och relaterad industri ligger här. Det mesta av ön är ändå landsbygd.

## Sammansmälta delöar
- Ålön 60°18′10″N 22°12′35″Ö / 60.30289°N 22.20972°Ö
- Flatskär 60°17′01″N 22°12′05″Ö / 60.28357°N 22.20126°Ö
- Prästnäs 60°17′05″N 22°12′17″Ö / 60.28482°N 22.20466°Ö
- Tippan 60°16′32″N 22°07′25″Ö / 60.27559°N 22.12354°Ö